# 戸所隆
戸所 隆（とどころ たかし、1948年 - ）は、日本の地理学者、高崎市立高崎経済大学名誉教授。第36代日本地理学会会長（2016年 - 2017年）。群馬県前橋市出身。

## 略歴
- 1966年 群馬県立前橋高等学校卒業
- 1974年 立命館大学大学院文学研究科地理学専攻修士課程修了
- 1974年 立命館大学文学部地理学科助手
- 1978年 同大助教授
- 1989年 同大教授
- 1992年 「商業近代化と都市」により立命館大学より文学博士を取得[3]
- 1996年 高崎経済大学地域政策学部教授
- 2014年 高崎経済大学名誉教授

## 委員・役員等
- 1996～2001年　　資源調査会専門委員（総理府）
- 1997～2000年　　国会等移転審議会専門委員（総理府）
- 1999～2000年　　経済審議会特別委員（総理府）
- 1998～2010年　　群馬県・まちうち再生総合支援事業委員
- 1998～2007年　　高崎市循環バス「ぐるりん」運行運営委員長
- 2003～2009年　　榛名町社家町活性化委員長
- 2003～2006年　　渋川地区合併協議会委員
- 2003～2007年　　高崎市商工業振興審議会長
- 2004～2006年　　群馬県教育委員会・新しい人事制度研究会委員
- 2004～2006年　　大学基準協会・相互評価委員会分科会委員
- 2004～2006年　　前橋市都市計画審議会長
- 2004～2005年　　(財)広域関東圏産業活性化センター・赤城村地場産業活性化調査事業委員長
- 2004～2005年　　榛名町まちづくり推進懇談会会長
- 2005～2006年　　(独)日本学術振興会・科学研究費委員会専門委員
- 2005～2007年　　富士見村・経営改革住民委員会委員長
- 2005～2005年　　利根西部3町村観光振興等活性化委員会アドバイザー
- 2005～2005年 　 榛名町総合計画審議会長
- 2005～2006年　　群馬県・都市計画道路見直ガイドライン策定検討委員
- 2005～2007年　　高崎市産業活性化研究会会長
- 2006～2008年　　群馬自治総合研究センター・運営懇談会委員
- 2006～2009年　　群馬県教委「学校の組織運営研究会」委員
- 2006～2007年　　経済産業省・合併市町村における中心市街地のあり方に関する検討委員長
- 2006～2007年　　伊勢崎市民活動推進計画策定会議ファシリテーター
- 2007～2008年　　富岡市景観形成計画策定委員長
- 2007・2008年　　群馬自治総合研究センター・地方自治に関する「私の提案」審査委員
- 2007～2009年　　高崎市地域交通会議副委員長
- 2007～2008年　　渋川市・指定管理者候補者選定委員会委員
- 2007～2008年 　 群馬県・地域公共交通に関する有識者会議委員
- 2007～2009年　　(社)理想の都市建設研究会アドバイザー
- 2008～2008年　　(財)地域伝統芸能活用センター・地域伝統芸能行事等の経済波及効果等調査研究委員長
- 2008～2008年　　富岡市ガス事業検討委員長
- 2008～2009年　　群馬県教委・上毛学舎の方向性に関する検討委員長
- 2008～2009年　　群馬県鉄道網活性化研究会委員
- 2008～2009年　　渋川市都市計画税検討委員長
- 2009年　　　　　(財)地域伝統芸能活用センター・地域伝統芸能行事等の広域連携等による集客交流拡大支援調査研究委員長
- 2008～2009年　　富岡市景観づくり会議準備会委員長
- 2008～2009年 　 渋川市まちづくり交付金評価委員長
- 2004～2005年　　上越市創造行政研究所・研究アドバイザー
- 2005～2006年　　上越市創造行政研究所・研究顧問
- 2006～　　　　　上越市創造行政研究所長（上越市役所非常勤特別職）
- 2006～2011年　　日本学術会議・連携会員（地理分科会副委員長）
- 2010～　　　　　草津市未来研究所・顧問
- 2010～　　　　　富岡市市庁舎検討委員会委員長

## 主な研究
- 都市地理学
- 商業地理学
- 国土構造論

## 主な著書
- 『都市空間の立体化』（1986年・古今書院）
- 『商業近代化と都市』(1991年・古今書院）
- 『地域政策学入門』(2000年・古今書院）
- 『地域主権への市町村合併』(2004年・古今書院）
- 『観光集落の再生と創生』(2010年・海青社）
- 『日常空間を生かした観光まちづくり』(2010年・古今書院）